# 大焰笔螺
大焰笔螺（学名：Strigatella paupercula），是新腹足目笔螺科焰笔螺属的一种。主要分布于印度尼西亚、中国大陆、台湾，常栖息在潮间带岩礁。